# Azzurra Volley Firenze 2023-2024
Questa voce raccoglie le informazioni riguardanti l'Azzurra Volley Firenze nelle competizioni ufficiali della stagione 2023-2024.

## Stagione
Nella stagione 2023-24 l'Azzurra Volley Firenze assume la denominazione sponsorizzata de Il Bisonte Firenze.
Partecipa per la decima volta alla Serie A1; chiude la regular season di campionato al decimo posto in classifica, non qualificandosi per i play-off scudetto.
Grazie all'ottavo posto al termine del girone di andata del campionato, il Firenze si qualifica per la Coppa Italia, uscendo nei quarti di finale a seguito della sconfitta rimediata contro l'Imoco.

## Organigramma societario
Area direttiva
- Presidente: Elio Sità
- Presidente onorario: Wanny Di Filippo
- Consigliere: Enzo Viani
- Dirigente: Valentina Tiloca

Area tecnica
- Allenatore: Carlo Parisi
- Allenatore in seconda: Marcello Cervellin
- Assistente allenatore: Carlo Maria Mitti
- Scout man: Lorenzo Librio

Area comunicazione
- Addetto stampa: Andrea Pratellesi
- Social media: Lorenzo Basagni

Area sanitaria
- Medico: Cristina Scaletti
- Preparatore atletico: Maurizio Negro
- Fisioterapista: Michele Savarese, Giuditta Lunghini

## Rosa
| N° | Nome                | Ruolo | Data di nascita   | Nazionalità sportiva |
| -- | ------------------- | ----- | ----------------- | -------------------- |
| 1  | Nausica Acciarri    | C     | 25 agosto 2004    | Italia               |
| 3  | Manuela Ribechi     | L     | 15 febbraio 2004  | Italia               |
| 4  | Mayu Ishikawa       | S     | 14 maggio 2000    | Giappone             |
| 6  | Giulia Leonardi     | L     | 1º dicembre 1987  | Italia               |
| 7  | Ilaria Battistoni   | P     | 22 aprile 1996    | Italia               |
| 8  | Lina Alsmeier       | S     | 29 giugno 2000    | Germania             |
| 9  | Ailama Cesé         | S     | 29 ottobre 2000   | Cuba                 |
| 10 | Kendall Kipp        | O     | 12 dicembre 2000  | Stati Uniti          |
| 11 | Alexandra Lazić     | S     | 24 settembre 1994 | Svezia               |
| 12 | Alessia Mazzaro     | C     | 19 settembre 1998 | Italia               |
| 13 | Emma Graziani       | C     | 16 agosto 2002    | Italia               |
| 19 | Beatrice Agrifoglio | P     | 1º gennaio 1994   | Italia               |
| 24 | Anastasija Černucha | O     | 15 aprile 1995    | Ucraina              |
| 26 | Lauren Stivrins     | C     | 26 maggio 1998    | Stati Uniti          |

## Mercato
| Acquisti                               | Acquisti            | Acquisti              | Acquisti   |
| R.                                     | Nome                | da                    | Modalità   |
| -------------------------------------- | ------------------- | --------------------- | ---------- |
| C                                      | Nausica Acciarri    | Club Italia           | definitivo |
| P                                      | Beatrice Agrifoglio | Cuneo Granda          | definitivo |
| S                                      | Lina Alsmeier       | Schweriner            | definitivo |
| P                                      | Ilaria Battistoni   | AGIL                  | definitivo |
| O                                      | Anastasija Černucha | UNI Opole             | definitivo |
| S                                      | Ailama Cesé         | Rapid Bucarest        | definitivo |
| S                                      | Mayu Ishikawa       | Toray Arrows          | definitivo |
| S                                      | Alexandra Lazić     | Wealth Planet Perugia | definitivo |
| L                                      | Giulia Leonardi     | -                     | definitivo |
| C                                      | Alessia Mazzaro     | Chieri '76            | definitivo |
| L                                      | Manuela Ribechi     | Club Italia           | definitivo |
| C                                      | Lauren Stivrins     | -                     | definitivo |
| Trasferimenti nel corso della stagione |                     |                       |            |
| O                                      | Kendall Kipp        | Stanford              | definitivo |

| Cessioni                               | Cessioni          | Cessioni              | Cessioni   |
| R.                                     | Nome              | a                     | Modalità   |
| -------------------------------------- | ----------------- | --------------------- | ---------- |
| S                                      | Anna Adelusi      | Cuneo Granda          | definitivo |
| C                                      | Rhamat Alhassan   | -                     | ritirata   |
| S/O                                    | Terry Enweonwu    | Cuneo Granda          | definitivo |
| P                                      | Gaia Guiducci     | Trentino              | definitivo |
| S                                      | Britt Herbots     | Savino Del Bene       | definitivo |
| S                                      | Jolien Knollema   | MTV Stoccarda         | definitivo |
| S                                      | Dayana Kosareva   | Wealth Planet Perugia | definitivo |
| L                                      | Bianca Lapini     | Mondovì               | definitivo |
| S                                      | Silvia Lotti      | Bologna               | definitivo |
| P                                      | Ofelia Malinov    | Chieri '76            | definitivo |
| O                                      | Sylvia Nwakalor   | Toray Arrows          | definitivo |
| L                                      | Sara Panetoni     | Megavolley            | definitivo |
| C                                      | Amandha Sylves    | Cuneo Granda          | definitivo |
| S                                      | Celine Van Gestel | PTSV Aachen           | definitivo |
| Trasferimenti nel corso della stagione |                   |                       |            |
| O                                      | Kendall Kipp      | Columbus Fury         | definitivo |
| C                                      | Lauren Stivrins   | -                     | svincolata |

## Risultati

### Serie A1

#### Girone di andata
| 1ª giornata - 8 ottobre 2023 PalaWanny, Firenze          | Savino Del Bene | 3 - 0 | Firenze       | 25-20, 25-19, 25-18               |
| 2ª giornata - 15 ottobre 2023 PalaWanny, Firenze         | Firenze         | 2 - 3 | Pinerolo      | 26-24, 26-24, 18-25, 16-25, 13-15 |
| 3ª giornata - 22 ottobre 2023 PalaWanny, Firenze         | Firenze         | 3 - 0 | Bergamo 1991  | 25-23, 25-22, 25-22               |
| 4ª giornata - 29 ottobre 2023 PalaTrento, Trentino       | Trentino        | 1 - 3 | Firenze       | 18-25, 13-25, 25-17, 21-25        |
| 5ª giornata - 1º novembre 2023 PalaWanny, Firenze        | Firenze         | 3 - 2 | Roma Club     | 25-22, 25-27, 25-23, 22-25, 15-12 |
| 6ª giornata - 5 novembre 2023 PalaWanny, Firenze         | Firenze         | 0 - 3 | Casalmaggiore | 11-25, 21-25, 20-25               |
| 7ª giornata - 12 novembre 2023 PalaVerde, Villorba       | Imoco           | 3 - 0 | Firenze       | 25-15, 25-21, 25-17               |
| 8ª giornata - 19 novembre 2023 PalaWanny, Firenze        | Firenze         | 3 - 0 | UYBA          | 25-17, 25-22, 25-22               |
| 9ª giornata - 25 novembre 2023 PalaTerdoppio, Novara     | AGIL            | 3 - 1 | Firenze       | 25-16, 44-42, 23-25, 25-22        |
| 10ª giornata - 3 dicembre 2023 PalaCampanara, Pesaro     | Megavolley      | 3 - 1 | Firenze       | 21-25, 25-18, 25-15, 25-22        |
| 11ª giornata - 10 dicembre 2023 PalaWanny, Firenze       | Firenze         | 3 - 2 | Chieri '76    | 28-26, 25-23, 21-25, 17-25, 15-11 |
| 12ª giornata - 17 dicembre 2023 PalaWanny, Firenze       | Firenze         | 0 - 3 | Pro Victoria  | 19-25 22-25 20-25                 |
| 13ª giornata - 23 dicembre 2023 PalaCastagnaretta, Cuneo | Cuneo Granda    | 2 - 3 | Firenze       | 25-21, 25-17, 19-25, 20-25, 9-15  |

#### Girone di ritorno
| 14ª giornata - 26 dicembre 2023 PalaWanny, Firenze                         | Firenze       | 0 - 3 | Savino Del Bene | 17-25, 19-25, 18-25               |
| 15ª giornata - 7 gennaio 2024 Palazzetto dello Sport, Villafranca Piemonte | Pinerolo      | 1 - 3 | Firenze         | 22-25, 18-25, 26-24, 20-25        |
| 16ª giornata - 14 gennaio 2024 PalaFacchetti, Treviglio                    | Bergamo 1991  | 2 - 3 | Firenze         | 25-22, 29-27, 11-25, 19-25, 16-18 |
| 17ª giornata - 21 gennaio 2024 PalaWanny, Firenze                          | Firenze       | 3 - 0 | Trentino        | 25-19, 25-23, 25-15               |
| 18ª giornata - 28 gennaio 2024 Palazzetto dello Sport, Roma                | Roma Club     | 3 - 1 | Firenze         | 25-19, 20-25, 25-23, 25-18        |
| 19ª giornata - 3 febbraio 2024 PalaRadi, Cremona                           | Casalmaggiore | 3 - 0 | Firenze         | 25-21, 34-32, 25-18               |
| 20ª giornata - 11 febbraio 2024 PalaWanny, Firenze                         | Firenze       | 1 - 3 | Imoco           | 19-25, 25-22, 18-25, 22-25        |
| 21ª giornata - 25 febbraio 2024 PalaPiantanida, Busto Arsizio              | UYBA          | 3 - 1 | Firenze         | 25-16, 25-20, 20-25, 25-18        |
| 22ª giornata - 3 marzo 2024 PalaWanny, Firenze                             | Firenze       | 1 - 3 | AGIL            | 16-25, 25-19, 20-25, 20-25        |
| 23ª giornata - 6 marzo 2024 PalaWanny, Firenze                             | Firenze       | 0 - 3 | Megavolley      | 15-25, 28-30, 24-26               |
| 24ª giornata - 9 marzo 2024 PalaMaddalene, Chieri                          | Chieri '76    | 0 - 3 | Firenze         | 20-25, 23-25, 19-25               |
| 25ª giornata - 16 marzo 2024 Palalido, Milano                              | Pro Victoria  | 3 - 1 | Firenze         | 25-19, 20-25, 25-17, 25-21        |
| 26ª giornata - 24 marzo 2024 PalaWanny, Firenze                            | Firenze       | 3 - 1 | Cuneo Granda    | 24-26, 25-22, 25-20, 25-21        |

### Coppa Italia
| Quarti di finale - 24 gennaio 2024 PalaVerde, Villorba | Imoco | 3 - 0 | Firenze | 25-19, 25-13, 25-19 |

## Statistiche

### Statistiche di squadra
| Competizione | Punti | In casa | In casa | In casa | In trasferta | In trasferta | In trasferta | Totale | Totale | Totale |
| Competizione | Punti | G       | V       | P       | G            | V            | P            | G      | V      | P      |
| ------------ | ----- | ------- | ------- | ------- | ------------ | ------------ | ------------ | ------ | ------ | ------ |
| Serie A1     | 30    | 13      | 6       | 7       | 13           | 5            | 8            | 26     | 11     | 15     |
| Coppa Italia | -     | 0       | 0       | 0       | 1            | 0            | 1            | 1      | 0      | 1      |
| Totale       | -     | 13      | 6       | 7       | 14           | 5            | 9            | 26     | 11     | 15     |

G = partite giocate; V = partite vinte; P = partite perse

### Statistiche dei giocatori
| Giocatore     | Serie A1 | Serie A1 | Serie A1 | Serie A1 | Serie A1 | Coppa Italia | Coppa Italia | Coppa Italia | Coppa Italia | Coppa Italia | Totale | Totale | Totale | Totale | Totale |
| Giocatore     | P        | PT       | AV       | MV       | BV       | P            | PT           | AV           | MV           | BV           | P      | PT     | AV     | MV     | BV     |
| ------------- | -------- | -------- | -------- | -------- | -------- | ------------ | ------------ | ------------ | ------------ | ------------ | ------ | ------ | ------ | ------ | ------ |
| N. Acciarri   | 12       | 36       | 24       | 5        | 7        | 0            | 0            | 0            | 0            | 0            | 12     | 36     | 24     | 5      | 7      |
| B. Agrifoglio | 23       | 2        | 0        | 0        | 2        | 0            | 0            | 0            | 0            | 0            | 23     | 2      | 0      | 0      | 2      |
| L. Alsmeier   | 26       | 398      | 354      | 23       | 21       | 1            | 4            | 3            | 1            | 0            | 27     | 402    | 357    | 24     | 21     |
| I. Battistoni | 25       | 30       | 3        | 13       | 14       | 1            | 1            | 0            | 0            | 1            | 26     | 31     | 3      | 13     | 15     |
| A. Černucha   | 24       | 172      | 151      | 15       | 6        | 0            | 0            | 0            | 0            | 0            | 24     | 172    | 151    | 15     | 6      |
| A. Cesé       | 10       | 11       | 11       | 0        | 0        | 1            | 0            | 0            | 0            | 0            | 11     | 11     | 11     | 0      | 0      |
| E. Graziani   | 22       | 157      | 107      | 39       | 11       | 0            | 0            | 0            | 0            | 0            | 22     | 157    | 107    | 39     | 11     |
| M. Ishikawa   | 25       | 341      | 313      | 13       | 15       | 1            | 10           | 9            | 0            | 1            | 26     | 351    | 322    | 13     | 16     |
| K. Kipp       | 11       | 168      | 137      | 23       | 8        | 1            | 12           | 10           | 2            | 0            | 12     | 180    | 147    | 25     | 8      |
| A. Lazić      | 20       | 84       | 73       | 5        | 6        | 0            | 0            | 0            | 0            | 0            | 20     | 84     | 73     | 5      | 6      |
| G. Leonardi   | 26       | 0        | 0        | 0        | 0        | 0            | 0            | 0            | 0            | 0            | 26     | 0      | 0      | 0      | 0      |
| A. Mazzaro    | 26       | 126      | 85       | 25       | 16       | 1            | 4            | 3            | 1            | 0            | 27     | 130    | 88     | 26     | 16     |
| M. Ribechi    | 18       | 3        | 0        | 0        | 3        | 1            | 0            | 0            | 0            | 0            | 19     | 3      | 0      | 0      | 1      |
| L. Stivrins   | 15       | 81       | 58       | 21       | 2        | 1            | 4            | 3            | 1            | 0            | 16     | 85     | 61     | 22     | 1      |

P = presenze; PT = punti totali; AV = attacchi vincenti; MV = muri vincenti; BV = battute vincenti